# Olympische Jugend-Winterspiele 2024/Teilnehmer (Mongolei)
| Gelbes Symbol für Goldmedaillen mit stilisierten Olympischen Ringen | Graues Symbol für Silbermedaillen mit stilisierten Olympischen Ringen | Braundes Symbol für Bronzemedaillen mit stilisierten Olympischen Ringen |
| ------------------------------------------------------------------- | --------------------------------------------------------------------- | ----------------------------------------------------------------------- |
| —                                                                   | —                                                                     | —                                                                       |

Die Mongolei nahm an den Olympischen Jugend-Winterspielen 2024 in der südkoreanischen Provinz Gangwon mit 12 Athleten (6 Männer, 6 Frauen) teil.

## Teilnehmer nach Sportart

### Biathlon
| Athleten                                                                          | Wettbewerbe                           | Zeit        | Fehler       | Rang |
| --------------------------------------------------------------------------------- | ------------------------------------- | ----------- | ------------ | ---- |
| Frauen                                                                            |                                       |             |              |      |
| Oleksandrovna Ojuutsolmon                                                         | 6 km Sprint                           | 34:58,8 min | 6 (4+2)      | 90   |
| Oleksandrovna Ojuutsolmon                                                         | 10 km Einzel                          | 1:00:33,7 h | 10 (3+2+4+1) | 94   |
| Chash-Erdene Erdenetungalag                                                       | 6 km Sprint                           | 28:16,4 min | 6 (5+1)      | 78   |
| Chash-Erdene Erdenetungalag                                                       | 10 km Einzel                          | 52:14,9 min | 10 (3+2+2+3) | 86   |
| Demüül Njamsüren                                                                  | 6 km Sprint                           | 28:11,1 min | 5 (4+1)      | 77   |
| Demüül Njamsüren                                                                  | 10 km Einzel                          | 55:20,4 min | 10 (3+1+4+2) | 90   |
| Männer                                                                            |                                       |             |              |      |
| Süchbat Borchüü                                                                   | 7,5 km Sprint                         | 26:13,6 min | 6 (3+3)      | 75   |
| Süchbat Borchüü                                                                   | 12,5 km Einzel                        | 52:40,1 min | 11 (2+2+4+3) | 76   |
| Temüüdschin Bjambadordsch                                                         | 7,5 km Sprint                         | 28:37,8 min | 3 (1+2)      | 88   |
| Temüüdschin Bjambadordsch                                                         | 12,5 km Einzel                        | 53:32,3 min | 6 (0+2+2+2)  | 80   |
| Amarsanaa Törtogtoch                                                              | 7,5 km Sprint                         | 26:40,9 min | 4 (1+3)      | 78   |
| Amarsanaa Törtogtoch                                                              | 12,5 km Einzel                        | 57:15,8 min | 10 (5+2+2+1) | 92   |
| Mixed                                                                             |                                       |             |              |      |
| Chash-Erdene Erdenetungalag Demüül Njamsüren Süchbat Borchüü Amarsanaa Törtogtoch | Mixed-Staffel (2 × 6 km + 2 × 7,5 km) | LAP         | LAP          | 21   |

### Ski Alpin
| Athleten                | Wettbewerb   | Lauf 1      | Lauf 1 | Lauf 2      | Lauf 2 | Gesamt      | Gesamt |
| Athleten                | Wettbewerb   | Zeit        | Rang   | Zeit        | Rang   | Zeit        | Rang   |
| ----------------------- | ------------ | ----------- | ------ | ----------- | ------ | ----------- | ------ |
| Frauen                  |              |             |        |             |        |             |        |
| Khaliun Khuderchuluun   | Super-G      | —           | —      | —           | —      | DNS         | DNS    |
| Khaliun Khuderchuluun   | Riesenslalom | 1:15,92 min | 51     | 1:20,31 min | 42     | 2:36,23 min | 42     |
| Khaliun Khuderchuluun   | Slalom       | 1:31,15 min | 60     | 1:19,45 min | 43     | 2:50,60 min | 43     |
| Männer                  |              |             |        |             |        |             |        |
| Manlaijav Myangaibaatar | Super-G      | —           | —      | —           | —      | DNS         | DNS    |
| Manlaijav Myangaibaatar | Riesenslalom | 1:05,45 min | 63     | 1:01,50 min | 48     | 2:06,95 min | 48     |
| Manlaijav Myangaibaatar | Slalom       | 1:11,90 min | 62     | 1:17,66 min | 40     | 2:29,56 min | 40     |

### Skilanglauf
| Athleten                                                                                   | Wettbewerbe      | Zeit        | Rang |
| ------------------------------------------------------------------------------------------ | ---------------- | ----------- | ---- |
| Frauen                                                                                     |                  |             |      |
| Nandintsetseg Naranbat                                                                     | 7,5 km klassisch | 26:43,4 min | 46   |
| Ujanga Dschamjandschaw                                                                     | 7,5 km klassisch | 27:11,8 min | 49   |
| Männer                                                                                     |                  |             |      |
| Chüslen Ariundschargal                                                                     | 7,5 km klassisch | 22:01,7 min | 42   |
| Ösöch-Ireedüin Törbat                                                                      | 7,5 km klassisch | 20:51,9 min | 22   |
| Mixed                                                                                      |                  |             |      |
| Nandintsetseg Naranbat Ösöch-Ireedüin Törbat Ujanga Dschamjandschaw Chüslen Ariundschargal | 4 × 5 km Staffel | 1:00:27,6 h | 19   |

| Athleten               | Wettbewerbe     | Qualifikation | Qualifikation | Viertelfinale | Viertelfinale | Halbfinale    | Halbfinale    | Finale        | Finale        | Rang |
| Athleten               | Wettbewerbe     | Zeit          | Rang          | Zeit          | Rang          | Zeit          | Rang          | Zeit          | Rang          | Rang |
| ---------------------- | --------------- | ------------- | ------------- | ------------- | ------------- | ------------- | ------------- | ------------- | ------------- | ---- |
| Frauen                 |                 |               |               |               |               |               |               |               |               |      |
| Nandintsetseg Naranbat | Sprint Freistil | 4:06,76 min   | 50            | ausgeschieden | ausgeschieden | ausgeschieden | ausgeschieden | ausgeschieden | ausgeschieden | 50   |
| Ujanga Dschamjandschaw | Sprint Freistil | 4:03,61 min   | 46            | ausgeschieden | ausgeschieden | ausgeschieden | ausgeschieden | ausgeschieden | ausgeschieden | 46   |
| Männer                 |                 |               |               |               |               |               |               |               |               |      |
| Chüslen Ariundschargal | Sprint Freistil | 3:15,83 min   | 35            | ausgeschieden | ausgeschieden | ausgeschieden | ausgeschieden | ausgeschieden | ausgeschieden | 34   |
| Ösöch-Ireedüin Törbat  | Sprint Freistil | 3:19,94 min   | 41            | ausgeschieden | ausgeschieden | ausgeschieden | ausgeschieden | ausgeschieden | ausgeschieden | 40   |